# ساعتلو
ساعتلو، روستایی است از توابع بخش مرکزی شهرستان ارومیه استان آذربایجان غربی ایران.

## جمعیت
این روستا در دهستان نازلوی شمالی قرار داشته و بر اساس سرشماری سال ۱۳۹۵ جمعیّت آن ۵۵۹ نفر (۱۷۹ خانوار)
بوده‌است.